# Gianni Carlo Sciolla
Gianni Carlo Sciolla (Biella, 17 dicembre 1940 – Milano, 2 marzo 2017) è stato uno storico dell'arte e critico d'arte italiano.

## Biografia
Titolare degli insegnamenti di Storia dell'arte moderna presso l'Università degli Studi di Torino e di Metodologia della ricerca storico artistica presso il DAMS, Sciolla ha presieduto anche il Centro Studi "Il Rinascimento e l'Europa" e il "Centro sulle Riviste di Storia dell'arte", entrambi presso l'università torinese. È stato fondatore e presidente della Società Italiana di Storia della Critica d'Arte. Nel 2013 ha vinto il Premio "Antonio Feltrinelli" dell'Accademia Nazionale dei Lincei, riservato a cittadini italiani, per la critica dell'arte, il cui conferimento ha avuto luogo l'8 novembre 2013, in occasione della cerimonia d'apertura dell'anno accademico. Nel 2014 ha ricevuto la cittadinanza onoraria del comune di Netro (BI), paese di cui è originario, per aver fatto conoscere con i suoi studi l'arte locale e il paese nel mondo. Il suo archivio di carte e corrispondenze con illustri storici e altre personalità di statura internazionale è oggi custodito presso l'Università degli Studi di Udine, a cui Sciolla era affezionato e dove fu indimenticato docente tra il 1990 e il 1993.

### Contributi e opere
I suoi contributi si sono incentrati sui problemi figurativi dell'arte italiana ed europea nel Rinascimento e nel Barocco.

### Opere scelte
- La scultura di Mino da Fiesole, G. Giappichelli Editore, 1970
- I disegni di maestri stranieri della Biblioteca Reale di Torino, Associazione piemontese dei bibliotecari, 1974
- Aosta, Calderini, 1974
- La città ideale nel Rinascimento, a cura di Gianni Carlo Sciolla, premessa di Luigi Firpo, UTET, Torino 1975
- Rembrandt. I disegni, Firenze, La Nuova Italia, 1976
- Materiali per la storia della critica d'arte del Novecento , Editrice Tirrenia-Stampatori, 1980
- Il Biellese dal Medioevo all'Ottocento, Istituto Bancario San Paolo, (edizione fuori commercio), Torino, 1980
- Ville Medicee, De Agostini, 1982
- The royal city of Turin, Istituto Bancario San Paolo, 1982
- Insegnare l'arte, La Nuova Italia, 1989
- Argomenti viennesi, Torino 1993.
- La critica d'arte del Novecento, UTET, 1995
- Vittorio Alfieri, ritratti incisi, Centro Nazionale Studi Alfieriani, Edizioni dell'Orso, Torino 1998 ISBN 88-7694-350-1
- Ambrogio da Fossano, detto il Bergognone, un pittore per la Certosa, catalogo della mostra a cura di G. C. Sciolla, M. G. Albertini Ottolenghi, Milano, Skira, 1998
- Furniture (con Adriana Boidi Sassone, Elisabetta Cozzi, Andrea Disertori, Massimo Griffo, Andreina Griseri, Anna M. Necchi Disertori, Alessandra Ponte, Ornella Selvafolta), Taschen, 2000
- I disegni fiamminghi e olandesi della Biblioteca Reale di Torino, Leo S. Olschki, 2007
- Studiare l'arte, metodo, analisi e interpretazione delle opere e degli artisti, UTET, 2010